# Youcef Chibane
Pour les articles homonymes, voir Chibane.
Youcef Chibane (en arabe : يوسف شيبان), né le 23 septembre 1988 à Kouba en Algérie, est un footballeur algérien évoluant au poste d'attaquant.

## Biographie
Youcef Chibane inscrit avec le DRB Tadjenanet huit buts en première division algérienne lors de la saison 2015-2016.